# John Andrew McDonald
John Andrew McDonald (1953) es un botánico, curador estadounidense, notable científico de trabajos de taxonomía del género Ipomoea, habiendo descubierto varias especies.

## Biografía
Obtuvo su Bachelor of Science en 1975, en el Instituto Politécnico y Universidad Estatal de Virginia. Y, en 1978, su M.Sc. en la misma casa de altos estudios. Y en 1982 su doctorado por la Universidad de Texas en Austin.
Actualmente, es profesor asociado de biología en la Universidad de Texas en Austin. Y ha sido profesor de biología en la Universidad de Texas Valle del Río Grande.

## Algunas publicaciones
- J. Andrew McDonald. Alpine Flora of Cerro Quiexobra, Oaxaca, Mexico. J. of the Botanical Res. Institute of Texas 7 (2) (2013): 765-769.
- J. Andrew McDonald, B Stross. Water Lily and Cosmic Serpent: equivalent channels of the Maya spirit realm. J. of Ethnobiology 32 (2012): 73-106.
- J. Andrew McDonald, J Martinez. Alpine flora of Cerro Mohinora, Chihuahua, Mexico. J. of the Botanical Res. Institute of Texas 5 (2) (2011): 701-705.
- D Austin, J. Andrew McDonald, G Murguia-Sanchez. Convolvulaceae. Flora Mesoamericana 4 (2) (2011): 1-109.
- I Theilade, L Schmidt, P Chhang, J. Andrew McDonald. Evergreen swamp forest in Cambodia: floristic composition, ecological characteristics and conservation status. Nordic J. of Botany 29 (2011): 71-80.
- J. Andrew McDonald, J McDill, D Hansen, B Simpson. Phylogenetic assessment of breeding systems and floral morphology of North American Ipomoea (Convolvulaceae). J. of the Botanical Res. Institute of Texas 5 (1) (2011): 159-177.
- Leticia Torres-Colin, R Torres, M Ramirez de Anda, J. Andrew McDonald. Ipomoea tehuantepecensis (Convolvulaceae): A New Species from the Isthmus of Tehuantepec, Mexico. J. of the Botanical Res. Institute of Texas 2 (2) (2008): 793-797.
- J. Andrew McDonald. Merremia cielensis (Convolvulaceae: Merremieae): a New Species and Narrow Endemic from Tropical Northeast Mexico. Systematic Botany 33 (3) (2008): 552-556.

### Membresías[5]
- Society of Ethnobiology (enero de 2010)
- Cycad Society (enero de 2005)
- American Society of Plant Taxonomists (enero de 2000)
- Society of Economic Botany (enero de 2000)